# Telagrion boliviense
Telagrion boliviense är en trollsländeart som beskrevs av Daigle 2007. Telagrion boliviense ingår i släktet Telagrion och familjen dammflicksländor. Inga underarter finns listade i Catalogue of Life.